# 줄리아 게리니
줄리아 게리니(Giulia Guerrini, 1996년 9월 4일 ~ )는 이탈리아 여배우이자 가수이다.

## 전기
1996년 9월 4일 밀라노 출생. 그녀는 마드리드로 이사하고 스페인어를 배워야 시리즈를 플레이할 수 있었다.

## 출연
- 알렉스앤컴퍼니 (2015년-2017년)
- 라디오 알렉스 (2015년-2016년)
- 모니카 셰프 (2017년)
- 비아 (2019년-2020년)
- 여름의 비밀 (2022년-현재)